# Batalla del mar del Corall
La batalla del mar del Corall foren una sèrie de combats de forces aeronavals entre els Aliats i l'Imperi Japonès. La batalla es va lliurar entre els dies 4 i 8 del maig de 1942 al nord-est d'Austràlia. Va ser el primer combat naval del món on els vaixells no es van disparar directament entre ells. Únicament es va fer ús dels portaavions amb finalitats ofensives, ja que era des d'on sortien la majoria d'avions en missió d'atac contra la flota adversària. També és la batalla més gran que s'ha lliurat mai davant les costes d'Austràlia.
Aquesta batalla forma part del pla japonès operació Mo (operació Port Moresby o Mo Sakusen, en japonès). Estava desenvolupat per controlar el territori de Nova Guinea i aïllar Austràlia i Nova Zelanda del seu principal aliat, els EUA. Va ser una batalla important perquè va suposar la primera derrota important per a l'Imperi del Japó de la Segona Guerra Mundial i també perquè la batalla va impossibilitar la invasió de Port Moresby per part de les forces japoneses.

## Antecedents
Després de l'atac nipó a Pearl Harbor, el desembre de 1941 l'expansió japonesa havia estat imparable i molt ràpida. Fins a l'1 de maig de 1942 la conquesta japonesa de les Filipines, Birmània, Índies Orientals i Malàisia havia costat només 23 vaixells de guerra, tots amb categories inferiors a la de destructor i 67 vaixells d'abastament. Ni 350.000 tones havien estat enfonsades, això va infondre un enorme optimisme a l'alt comandament de la Flota Combinada que veia la seva armada invencible.
Arribats a aquest punt els alts comandaments es van preguntar quin havia de ser el pla d'atac a seguir a partir d'aquell punt. L'Estat Major de la Marina, amb l'almirall Nagano en cap, optava per continuar les conquestes cap a l'Índia, Ceilan o sinó, cap al sud en direcció Austràlia. Per la seva banda l'almirall Yamamoto, al cap de l'Estat Major de la Flota, volia acabar amb les possibilitats dels americans ràpidament, per fer impossible la seva recuperació i evitar així que la maquinària bèl·lica dels EUA entrés en acció i superés les possibilitats industrials de l'Imperi Japonès. En conseqüència volia atacar Midway, Palmira o Jonhston. Amb sort guanyarien els japonesos i els permetria atacar l'illa de Hawaii, forçant una prematura batalla decisiva que perdrien els americans per falta de preparació, i que destruiria qualsevol possibilitat de victòria estatunidenca. Per altra banda l'estratègia que volien seguir els comandants de l'exèrcit terrestre nipó era conquistar l'Àsia continental i la Unió Soviètica, per aquest motiu no volien cedir els seus homes en continuar l'expansió pel Pacífic com volia l'Estat Major Naval, plans que a més a més requerien un gran nombre d'efectius.
Aquestes tres vies expansionistes van obligar a planejar un atac que satisfés als tres grups, atacar Austràlia, provocar un combat intens amb els EUA i no requerir molts efectius per poder continuar amb la conquesta continental. Per això van decidir atacar i aïllar Austràlia, debilitant així els americans, sense comprometre gaires soldats i continuant l'expansió cap al sud. L'avenç japonès seguiria doncs per Rabaul i Truk cap a Nova Guinea, seguint les Illes Salomó i cap al sud, fins a les Noves Hèbrides, Nova Caledònia, Fidji i Samoa. Aquesta decisió va estar influïda per la incursió Doolittle, que va suposar un cop a la moral de l'Imperi, volien que no tornés a passar, i augmentant el perimetre de defensa pel sud i posteriorment per l'est (amb l'atac a Midway) esperaven evitar-ho.
L'operació que van dissenyar es va anomenar Operació "Mo", el responsable i màxim dirigent de l'operació seria el vicealmirall Shigeyoshi Inoue. La missió era imminent i molt bàsica, constava de 3 passos. Amb el suport de la Marina i de les Forces terrestres dels mars del sud, els japonesos havien d'envair Tulagi, capital del protectorat australià de les Illes Salomó, per establir-hi una base d'hidroavions que pogués donar suport a les operacions d'invasió posteriors. A continuació, la segona fase, era establir una altra base d'hidroavions a l'arxipèlag de les Luisiades per brindar una altra base de suport a la tercera fase. L'última de la seqüència consistiria a envair Port Moresby. I un cop conquistat Port Moresby, la base més important de l'àrea, la invasió continuaria més avall, cap a zones de menys importància estratègica, completant l'àrea d'exclusió contra Austràlia.
Per la seva banda els americans, sense que els japonesos ho sabessin, des de principis del 1942 i fins a l'assassinat de l'almirall Isoroku Yamamoto l'abril de 1943, tenien un avantatge molt important respecte a l'enemic, coneixien els seus codis navals. Oficialment l'equip del Coronel William F. Friedman de l'Oficina de Comunicacions navals va desxifrar les claus navals japoneses. Pel març de 1942 podien desxifrar un 15% del codi Ro o Codi Naval D (anomenat "JN-25B" pels americans) però al final de l'abril ja en podien desxifrar més del 85%, que s'usava en la meitat de comunicats entre l'Armada Imperial Japonesa. També es diu que les claus del codi Ro van ser descobertes entre les restes d'un bombarder japonès que havia estat abatut al port de Darwin durant el bombardeig i que portava tota la informació dins l'aeronau.

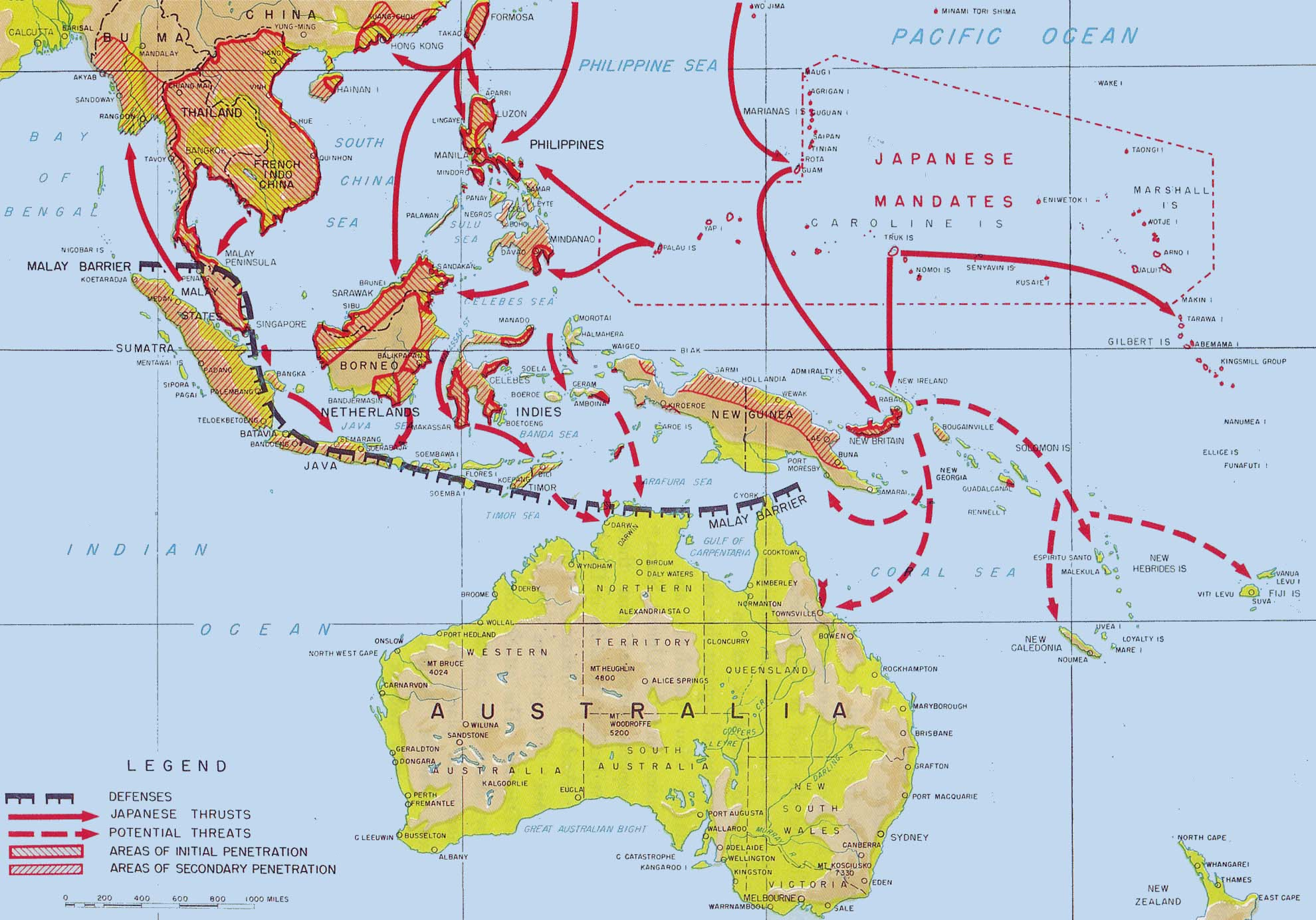
Mapa dels avenços de l'Imperi Japonès per tot el Sud-Est del Pacífic des del desembre de 1941 fins a l'abril de 1942

El primer contacte amb l'operació Mo va ser el març del 42, però no va ser fins a l'abril que es van començar a moure, quan els anglesos van desxifrar i enviar als americans un missatge que una flota es dirigia a Truk, possiblement per atacar Port Moresby. L'almirall Chester Nimitz, nou comandant de les forces Aliades del Pacífic, al tenir constància dels plans d'assalt japonesos va ordenar que totes les forces disponibles es reagrupessin a l'àrea d'atac que tenien planejada els japonesos. Tot i que alguns dels portaavions no estarien disponibles. Molts no estaven disponibles a causa dels bombardeigs sobre l'àrea metropolitana de Tòquio, durant la incursió Doolittle i d'altres per modernitzacions, reparacions o manteniment. Tot i així, 2 portaavions de gran envergadura estarien disponibles, el Yorktown i el Lexington, 1 portaavions més del que s'esperaven els confiats comandaments japonesos i que els suposaria una sorpresa que els costaria cara a la batalla. El 27 d'abril, la majoria d'objectius de la flota japonesa s'havien interceptat donant així un avantatge molt important als americans.

## Moviments inicials
L'1 de maig es van unir sota el mateix comandament el Yorktown de Fletcher i el Lexington de Fitch, els dos portaavions dels EUA. Fletcher, el comandant del Yorktown, va ordenar el reaprovisionament de combustible del Neosho i del Tippecanoe. Fitch va calcular que l'operació no s'acabaria fins al 4 de maig. Fletcher va decidir no esperar que la resta de la flota estigués ben subministrada, ja que s'havien rebut informes de la flota japonesa aproximant-se, i va decidir dirigir-se al centre del mar del Corall amb un portaavions i alguns vaixells de suport.
El 3 de maig el Yorktown estava separat per una distància de més de 100 milles de l'altre portaavions, el Lexington, en una posició en que difícilment podria rebre cap altre suport. Aquell mateix dia el Yorktown va rebre el comunicat que les forces japoneses estaven desembarcant a Tulagi i capturant l'illa de Florida, a les illes Salomó. Fletcher va decidir atacar les forces de desembarcament a Tulagi en un moviment temerari, els japonesos per la seva part no esperaven cap atac a Tulagi i no hi van deixar cap vaixell per a cobrir les tropes de terra.

## Batalla

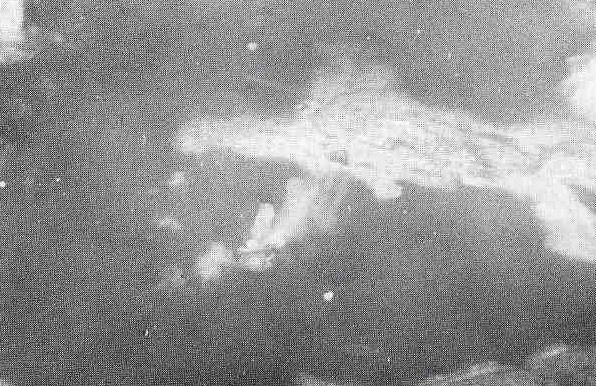
imatge del vaixell de càrrega Koei Maru, que va aconseguir escapar, sota bombardeig americà el 4 de maig

La batalla va estar dividida en 5 dies de combats, i alguns fins i tot les nits, que van començar sent de menys intensitat amb petits atacs aeris sobre vaixells però que van anar escalant intensitat al destruir el petrolier Neosho i el destructor Sims, passant per l'enfonsament del portaavions lleuger Shōhō i culminant amb la gran batalla del dia 8 on es va enfonsar l'USS Lexington i la resta de gran portaavions van rebre danys.

### 4 de maig

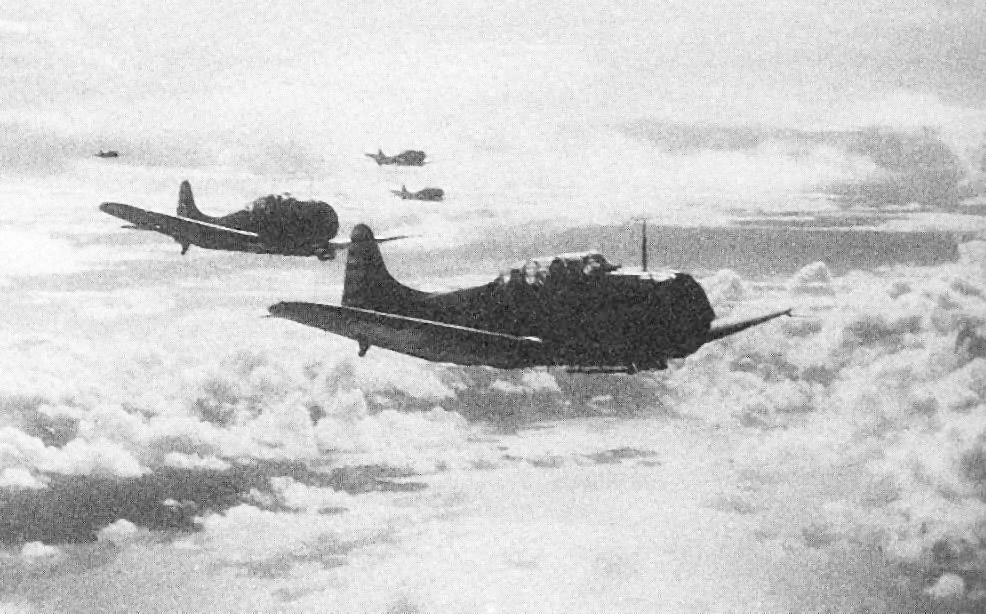
Dos Douglas SBD tornen al Yorktown després de bombardejar les forces de Tulagi el 4 de maig

Mentre que el Yorktown es dirigia a la batalla contra les forces que acabaven de capturar Tulagi, la resta de la flota americana retrocedia per reagrupar-se. Fletcher estava a 100 milles de Guadalcanal, una distància on no podia esperar cap mena d'ajuda en cas d'atac. Mentrestant els portaavions japonesos s'havien reunit a Bougainville, mentre els homes que havien d'envair Port Moresby sortien de Rabaul. De bon matí el 4 de maig van sortir 40 avions, torpediners i bombarders per a fer el primer atac que marcaria l'inici de la batalla. Van aconseguir enfonsar amb èxit tres dragamines i van avariar el destructor Kikuzuki, als quals van trobar completament desprevinguts. En el segon atac, els japonesos ja ben previnguts, els americans van perdre un torpediner però van abatre dos hidroavions i van danyar una patrullera. Finalment, el tercer atac, amb 21 bombarders plenament carregats, van aconseguir enfonsar 4 barcasses de desembarcament.
El bombardeig de Tulagi havia acabat amb uns resultats no gaire satisfactoris per al bàndol nord-americà, ja que s'havia consumit molta munició durant els atacs i s'havien aconseguit uns resultats bastant pobres.

### 5 de maig
El dia 5 va ser relativament tranquil. Fletcher amb l'esquadra que va bombardejar Tulagi havia fugit satisfactòriament després de l'atac aeri i va estar-se tot el dia abastint-se de combustible del petrolier Neosho, amb la resta de la flota i en ruta cap al sud-est.
Per la seva banda la major part de la formació japonesa entrava al mar del Corall i va realitzar un bombardeig amb les forces aèries a Port Moresby sense cap tipus d'oposició. L'esquadra de l'almirall Takagi es dirigia al sud cap al mar del Corall, on arribaria el 6 de maig.

### 6 de maig

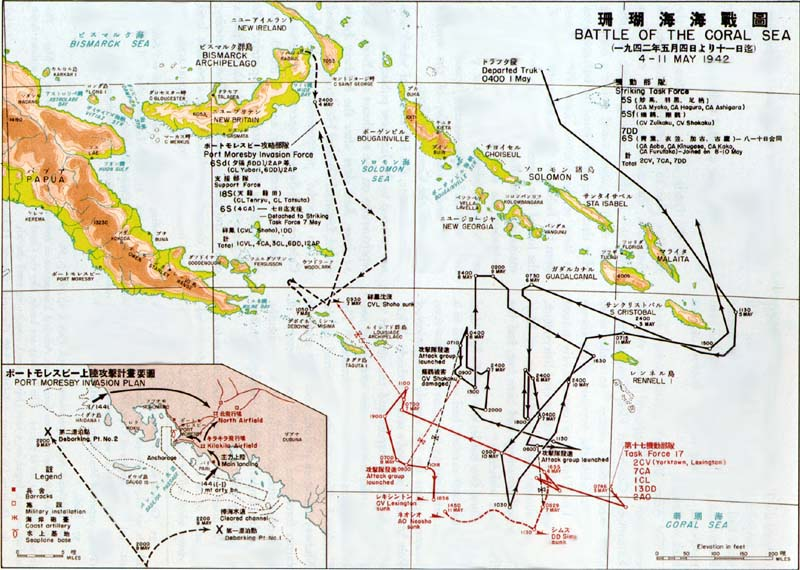
Mapa japonès amb anotacions en anglès i japonès del desenvolupament de la batalla

El 6 de maig ambdós bel·ligerants van preparar-se per a l'imminent xoc de les dues flotes. Es van organitzar els comandaments de manera que el contraalmirall Kinkaid dirigiria el grup d'atac amb la majoria de creuers i destructors. Els creuers pesats Hobart, Chicago i Australia amb dos destructors serien el conjunt de suport dirigits per l'australià Crace. I el grup d'operacions aèries amb el Lexington i el Yorktown i 4 destructors de protecció, estaria dirigit per Fitch.
El reconeixement aeri d'ambdós combatents va ser molt deficient a causa de la nuvolositat, sinó la batalla principal vés pogut ser en aquell mateix dia.
Takagi, amb els dos portaavions principals, estava virant cap al sud i s'acostava cada vegada més als americans. Inexplicablement aquell dia no va demanar un reconeixement complet i va perdre l'oportunitat d'interceptar a Fletcher mentre era vulnerable, tot abastint-se de combustible a ple dia. Un avió de la base terrestre de Rabaul sí que els va aconseguir aguaitar però l'informe del seu reconeixement va arribar un dia tard i els japonesos no van poder aprofitar el delicat moment de la flota americana. Van arribar a estar a només 70 milles, desconeixent-ho ambdós, podent començar l'atac perfectament de saber-ho.
Els americans, per la seva banda, sí que van aconseguir localitzar algunes unitats de la formació japonesa i des de les bases terrestres van bombardejar el portaavions Shoho, del grup de cobertura Goto, al sud de Boungainville, però no el van aconseguir tocar. Un altre grup d'aliats el van aconseguir localitzar altre cop cap al migdia. Tot i així els americans no pensaven que el gruix dels japonesos estigués tan a prop.
A mitjanit la flota americana es trobava a 310 milles de l'Illa de Devon, a l'extrem meridional de Nova Guinea, on els japonesos havien col·locat una base d'hidroavions. També van aconseguir situar la força d'invasió terrestre prop del canal de Jormard, que continuava amb l'operació segons estava estipulat. Els japonesos se sentien optimistes perquè tot estava anant segons ho tenien planejat i perquè aquell mateix dia havien rebut les notícies de la conquesta de les Filipines, rendint-se les últimes tropes americanes al Corregidor.

### 7 de maig
Va ser el dia de la batalla principal. Takagi, seguint el consell de Hara, va fer enlairar avions ben d'hora a fer un reconeixement complet. A les 7:30 un dels aparells va comunicar haver localitzat un portaavions i un creuer al límit oriental de sector reconegut, i Hara, acceptant com a bona la informació va acurtar distàncies i va ordenar un atac general usant bombarders i torpediners. En realitat però, els bucs que van veure, eren el petrolier Neosho i el destructor Sims, que van rebre tota la força de l'ofensiva japonesa tot i haver-se separat de la formació en veure que la batalla seria aquell mateix dia.

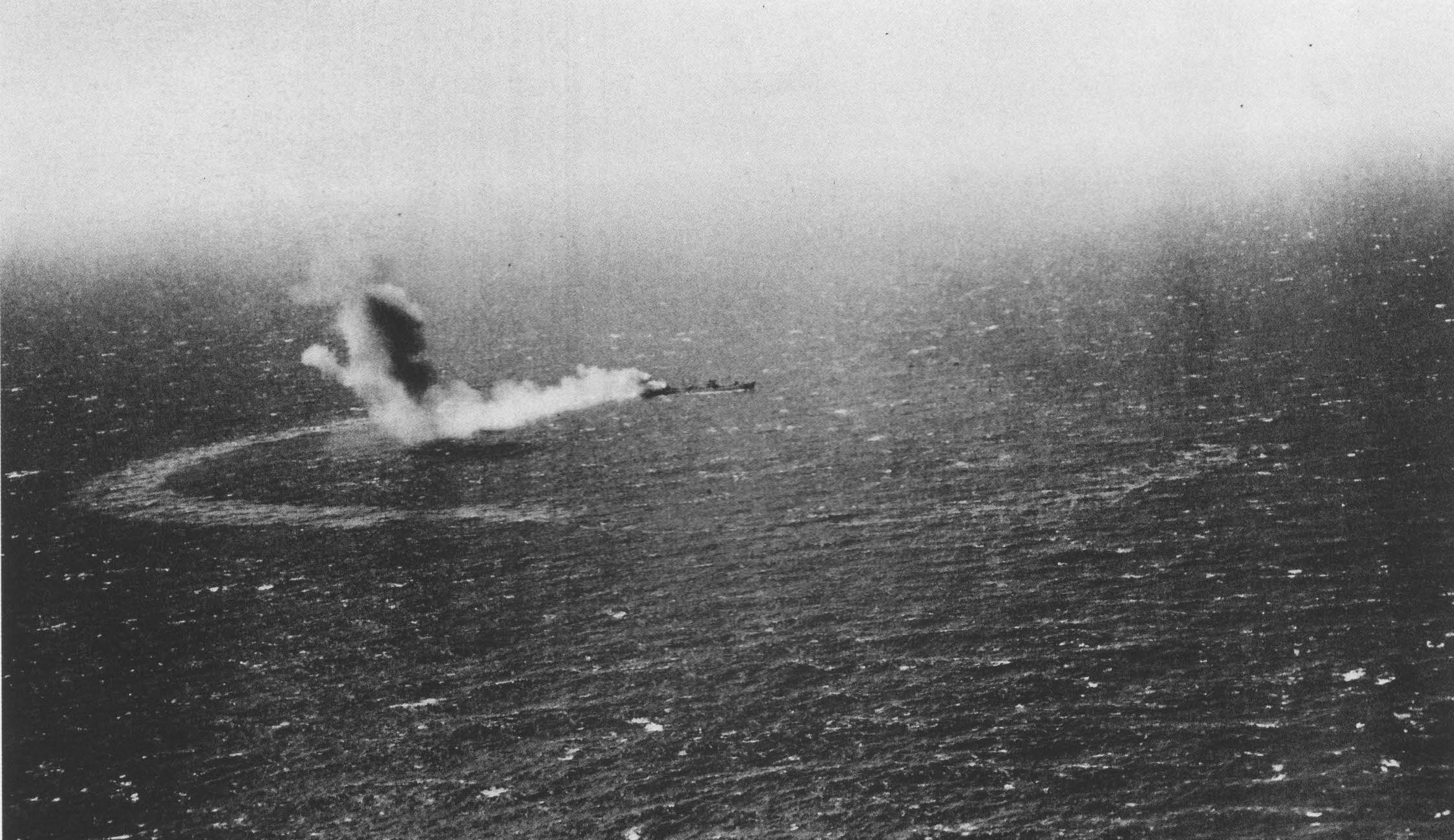
imatge del petrolier Neosho de la flota aliada cremant i enfonsant-se per l'atac de l'Imperi Japonès el 7 de maig

El Sims va rebre l'impacte de tres bombes de 250 kilos, i dues van explotar a la sala de màquines. Va escorar i es va enfonsar en pocs minuts, morint 379 homes ofegats. Mentrestant, uns altres 20 bombarders picats atacaven el Neosho, que va rebre l'impacte de 7 bombes enfonsant-se ràpidament. La pèrdua d'aquests vaixells i homes però, no va ser envà, ja que van confondre els japonesos que no van atacar el grup principal americà, que per la seva banda sí que van atacar allà on ho havien de fer.
Més o menys al mateix moment que els japonesos anaven a atacar el petrolier i el destructor, els americans van ordenar al grup de suport de Crace que es dirigissin al nord-est per atacar la força d'invasió terrestre de Port Moresby. Mentrestant, el gruix de les forces americanes continuaria el seu avanç cap al nord. Fletcher esperava una trobada amb la flota japonesa de Takagi, per poder evitar el desembarcament japonès va debilitar la seva pròpia força de cobertura antiaèria, fent un altre moviment temerari. Els japonesos van cometre un altre error al concentrar les forces aèries que hi havia a les bases terrestres per defensar les forces de desembarcament, sense donar suport a la batalla contra la flota principal.
Així cap al migdia 11 bombarders japonesos van començar a atacar la flota de suport, encara que sense aconseguir enfonsar cap buc. Acabat el bombardeig dels monomotors van aparèixer 12 avions més de la Marina japonesa que els van torpedinar a curta distància, però que van aconseguir evitar tot abatent 5 dels 12 avions. Més tard, 19 bombarders més van atacar el grup de Crace aquest cop des d'una gran altitud 4500 i 6000 metres. Però com les vegades anteriors no van aconseguir destruir cap vaixell. A la nit la formació de Crace va rebre un altre atac, però aquest cop per part d'un conjunt de bombarders B-26 aliats que els van confondre amb l'enemic. Tots aquests atacs però, van ser inútils, ja que no van infligir cap baixa entre el grup de suport i, encara que n'haguessin causat, les forces de desembarcament s'havien retirat des de les 9 per ordre de Inouye, que veient que el grup de suport se'ls tirava a sobre s'havia preocupat per la seva seguretat i no els pensava deixar atacar fins que tota la flota americana fos eliminada. Així, un cop acabats els bombardeigs, Crace, veient que la invasió s'havia posposat, va reagrupar-se amb la flota principal.
Mentre Takagi bombardejava al Neosho i el Sims, el portaavions lleuger Shōhō, s'havia desplaçat lleugerament per a fer una operació de reconeixement i enviar més suport per a la defensa del grup d'invasió a primera hora del matí. A les 8:30, Goto, que ja coneixia la posició de Fletcher va començar tots els preparatius per un atac americà, una mica més tard també van descobrir el grup de Crace.

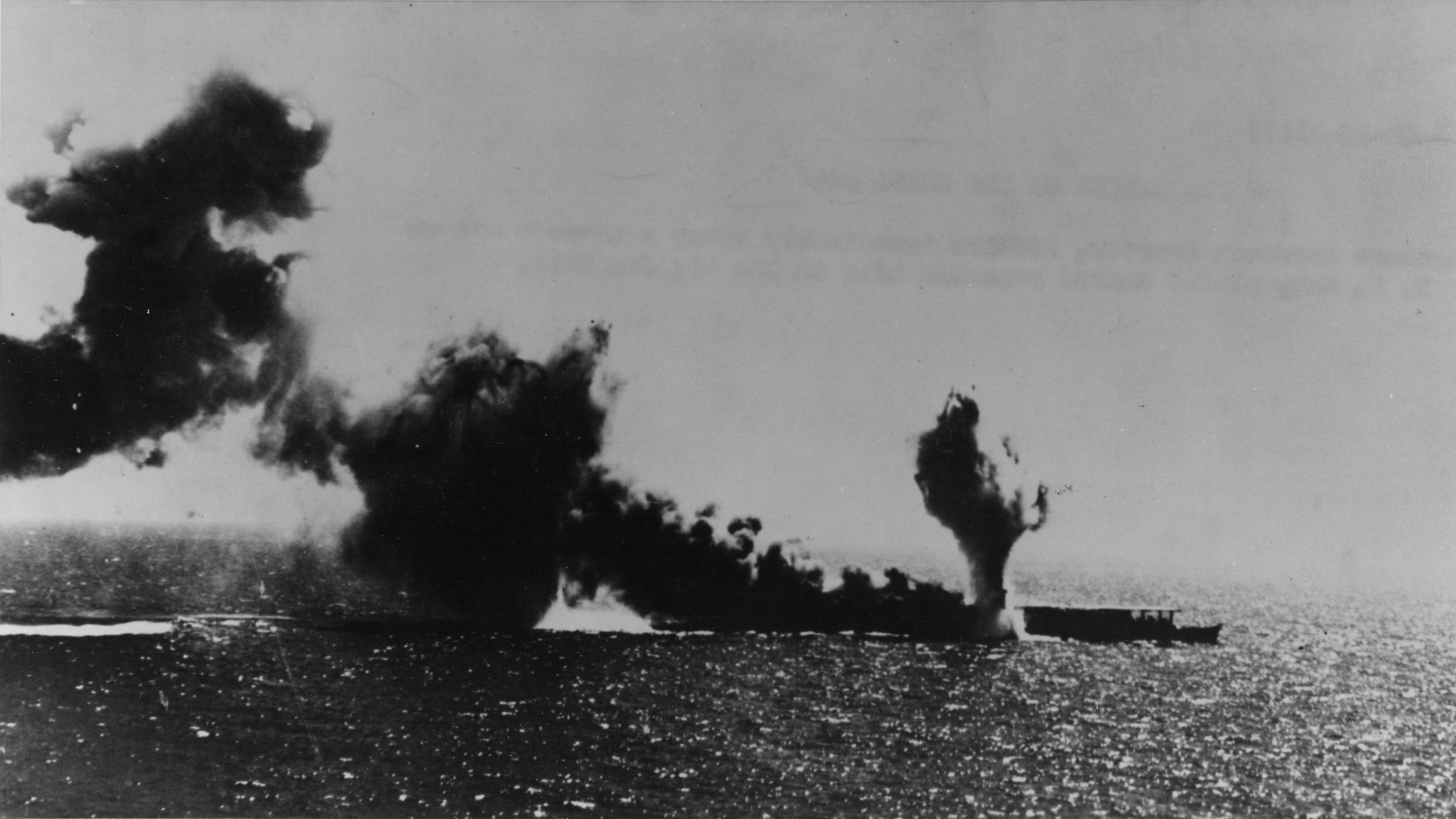
El portaavions lleuger Shoho rep de ple l'impacte d'un torpede nord-americà durant l'atac que li provocaria l'enfonsament

Fletcher per la seva banda també havia fet enlairar els seus avions de reconeixement a l'alba del dia 7. Un d'aquests avions de reconeixement va afirmar haver localitzat dos portaavions i quatre creuers pesats, Fletcher no va dubtar i va llançar-se contra la suposada flota enemiga. Fletcher va enviar 93 avions a combatre i se'n va reservar 47 per si l'atacaven des d'un altre flanc. Però quan van tornar els aviadors del reconeixement es van adonar que havien comès un error i que només eren dos creuers lleugers i dues canoneres. Fletcher, tot i saber que estava atacant un objectiu secundari, no va suspendre l'acció perquè va creure que acabaria provocant l'adhesió d'objectius més importants a la zona per contrarestar l'atac.
A les 11, els avions de reconeixement del Lexington, més avançades que les del Yorktown, van descobrir un portaavions petit. Era el Shōhō i la resta de la formació de cobertura. El Shōhō estava a prop de l'objectiu que Fletcher acabava d'atacar i tota el grup d'avions que havien enviat abans se li van tirar a sobre. El primer atac només va destruir cinc avions a la coberta del Shōhō, però seguidament van atacar més bombarders picats Douglas SBD Dauntless, torpediners del Lexington i després pels bombarders del Yorktown. En poc més de 20 minuts havia rebut un atac brutal d'aproximaadament 100 avions. Va rebre 13 impactes directes de bombes i 7 torpedes, i inevitablement es va enfonsar.
En tornar els avions que havien enfonsat el Shōhō, Fletcher va revocar totes les ordres anteriors, ja que sabia perfectament que els operadors de ràdio havien captat totes les transmissions als pilots sabent així la posició exacta del seu portaavions mentre que ell no sabia la posició japonesa del portaavions restant. Fletcher, veient les males condicions atmosfèriques, acabat l'atac al Shōhō va retrocedir cap a l'oest, esperant a l'endemà per continuar l'atac a la flota d'invasió. Takagi, enrabiat per la pèrdua del petit portaavions, va ordenar a la tarda que 27 pilots altament qualificats busquessin a la flota americana i que l'ataquessin tal punt la tinguessin a tir, sense esperar reforços. Tot i que van trobar el Yorktown no el van atacar, en molts casos el van confondre per un portaavions nipó i hi van intentar aterrar, alguns sent abatuts d'altres fugint, i durant la maniobra d'aterratge als dos portaavions majors de la flota japonesa també en van perdre molts, tornant-ne sans i estalvis només 6.

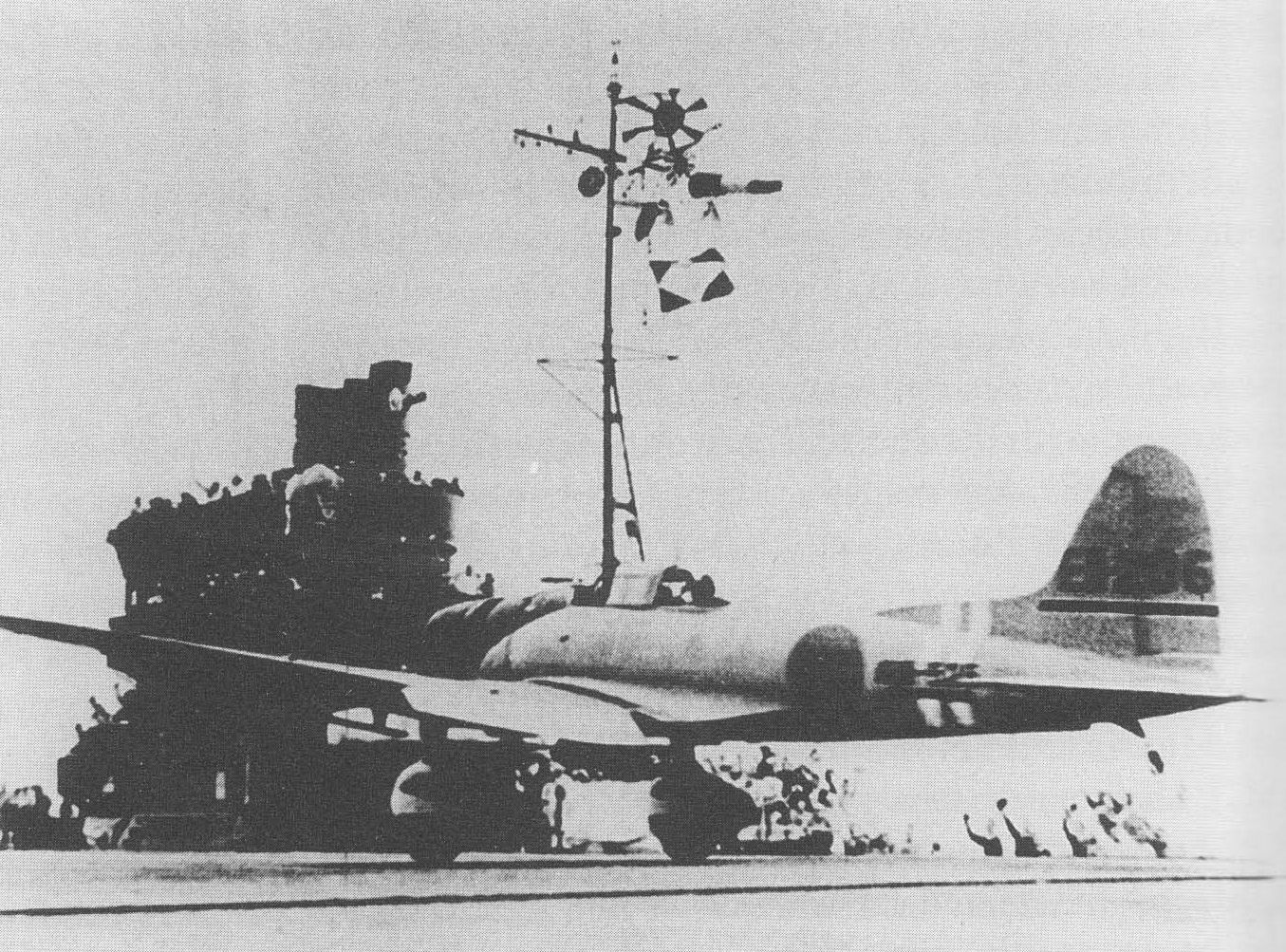
Un bombarder en picat Aichi D3A1 Tipus 99 surt del Zuikaku per atacar la flota americana el 8 de maig

Inouye havia ordenat als creuers de Goto, que es reunissin a l'est de l'illa de Rossel per un atac. Però a mitjanit va impartir noves instruccions, ajornava la invasió per dos dies fent que se'n reunís una meitat amb la força d'invasió i una altra amb en Takagi. Takagi va pensar en una altra operació d'atac als portaavions, però la tripulació cansada, la falta de protecció per a la flota de desembarcament i en vista del que s'havia aconseguit amb la missió d'atac dels 27 pilots va fer que al final no ataqués.

### 8 de maig
A trenc d'alba ràpidament ambdues flotes es van detectar. Fitch disposava de 121 avions, més els reforços que poguessin venir, i Hara en disposava de 121, més els possibles reforços. Els japonesos tenien més experiència de combat, però els americans tenien millors sistemes de bombardeig.
Fitch va fer envolar gran part dels seus avions (24 bombarders, 6 caces, 9 avions torpediners) per a atacar el màxim de ràpid possible, sense encara haver rebut l'informe de posició dels japonesos. El Shokaku, un dels grans portaavions japonesos, va ser aguaitat per la força d'atac estatunidenca que s'hi va llançar a sobre, però el Zuikaku, l'altre portaavions, no va ser detectat i va poder-se escapar de l'atac. Tot i que van atacar de forma molt ordenada i amb molt bones maniobres no van aconseguir cap impacte significatiu, només dues bombes que van provocar incendis secundaris que no van permetre que el Shokaku tornés a enviar avions.
Els americans van tornar a enviar una envestida, aquest cop bombarders picats i avions Devastator. Només els Devastator van trobar l'enemic però van encertar una sola bomba i van provocar un altre incendi secundari. 108 japonesos havien mort a causa dels bombardeigs a la coberta del Shōkaku, i Takagi va ordenar que fugís a Truk. En veure-ho els pilots americans van pensar que s'estava enfonsant i així ho van comunicar als seus comandaments, però en realitat només era una retirada tàctica.

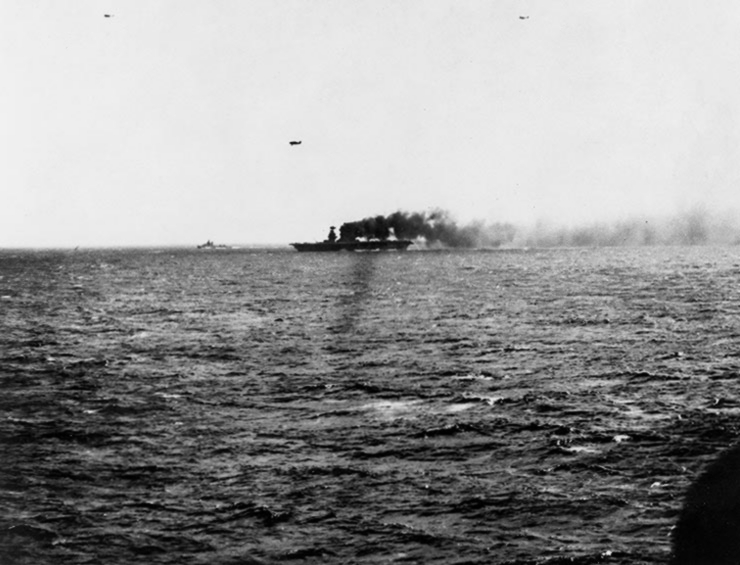
L'USS Lexington durant l'atac japonès incendiat i fumejant pels nombrosos impactes que ha rebut durant la batalla el 8 de maig

Mentrestant, les forces japoneses van atacar el Lexington i el Yorktown, sense saber que els seus homònims americans ho feien contra la seva flota. Van atacar amb un grup més equilibrat, ordenat i disciplinat de 18 torpediners, 33 bombarders i 18 caces. Fitch no tenia gaires avions per a la defensa, i va dependre únicament dels antiaeris i la capacitat d'evasió dels seus capitans. Els japonesos van atacar amb fúria, però el Yorktown va evitar vuit torpedes i un atac de bombarders en picat. Al final però, els hàbils pilots japonesos van aconseguir tirar-li una bomba de 400 kg que va penetrar quatre cobertes abans d'esclatar i que va produir desenes de ferits, tot i deixar la pista d'aterratge operativa. Durant les maniobres d'evasió els americans es van anar distanciant entre si, fent més dèbil la defensa, i deixant les portes obertes a un atac definitiu posterior.
El Lexington va patir un atac per ambdós flancs de dos torpediners japonesos que, tot i les maniobres que va efectuar, van impactar ambdós. Simultàniament van atacar un grup de bombarders en picat, que van encertar dues bombes, i van provocar incendis a coberta i també van fer que la sirena quedés encallada sonant contínuament, confonent a la marineria i delmant la moral. Uns 19 minuts més tard la batalla es podia considerar acabada, tots els avions estaven tornant cap als seus respectius portaavions. Però el Lexington, que tot i el virulent atac encara restava operatiu, va patir una explosió de vapors de gasolina. L'explosió va ser a causa de les pèrdues de combustible que havien provocat els japonesos juntament amb l'avaria per culpa del combat d'un grup electrogen que va fer que s'encengués tot i provoqués una gran explosió.
El Lexington, pensant-se que eren problemes menors, va continuar recollint avions però els problemes interns que havien causat les explosions dels projectils eren més importants del que s'esperava i va provocar una altra explosió de gasolina encara més virulenta que l'anterior que va fer malbé les antenes de comunicacions exteriors i va fer impossible l'aïllament dels incendis que van descontrolar-se fent impossible la recuperació del control de la nau. El destructor Morris i posteriorment d'altres com el Minneapolis veient que la situació se'ls escapava de les mans va anar a socórrer la tripulació que començava a pujar a coberta, mentre algun avió, que veient la situació des de l'aire car les comunicacions no funcionaven, anava a aterrar al Yorktown.

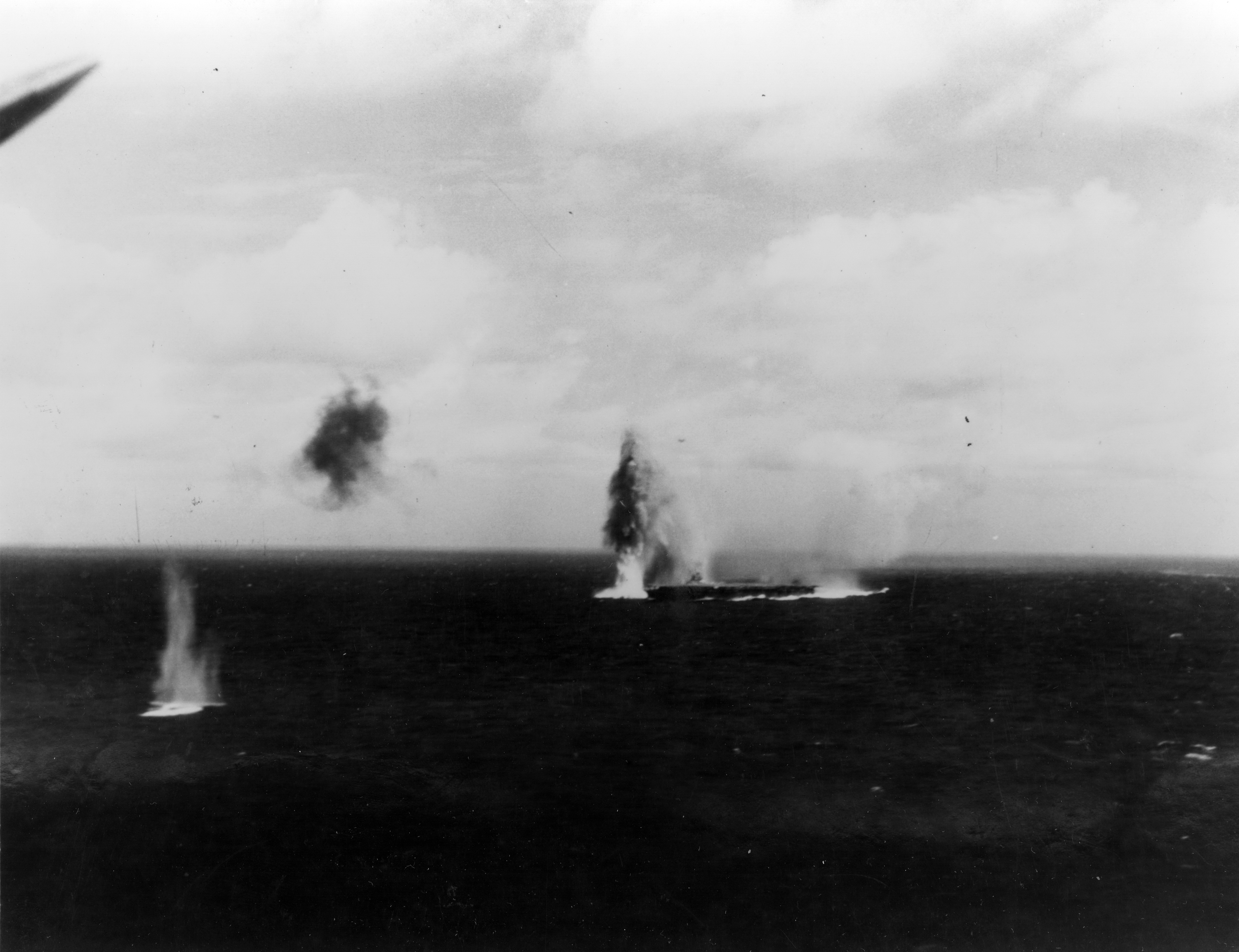
El portaavions japonès Shokaku sent fortament atacat pels avions americans el 8 de maig va aconseguir escapar-se de l'atac sense problemes massa severs

Cada vegada era més clar que el vaixell s'enfonsaria, i al final Fitch va ordenar que s'abandonés el portaavions. El Minneapolis, el Morris, el Hammann i l'Anderson van acollir als tripulants del Lexington. Acabada l'evacuació el destructor Phelps va acabar de torpedinar al Lexington, amb 5 torpedes, per evitar-ne la recuperació.
Els pilots japonesos estaven convençuts que havien aconseguit enfonsar els 2 portaavions, Inouye, convençut de l'exactitud de l'informe va ordenar la retirada del Shokaku i va ajornar la invasió. Però Yamamoto va ordenar que continués l'atac, en una ordre temerària encara que aplicada més aviat podria haver estat decisiva, i Inouye va enviar aviadors a inspeccionar la zona però els estatunidencs ja estaven fugint i eren fora de l'abast d'atac dels bombarders japonesos. La batalla del mar del Corall havia acabat.

## Conseqüències

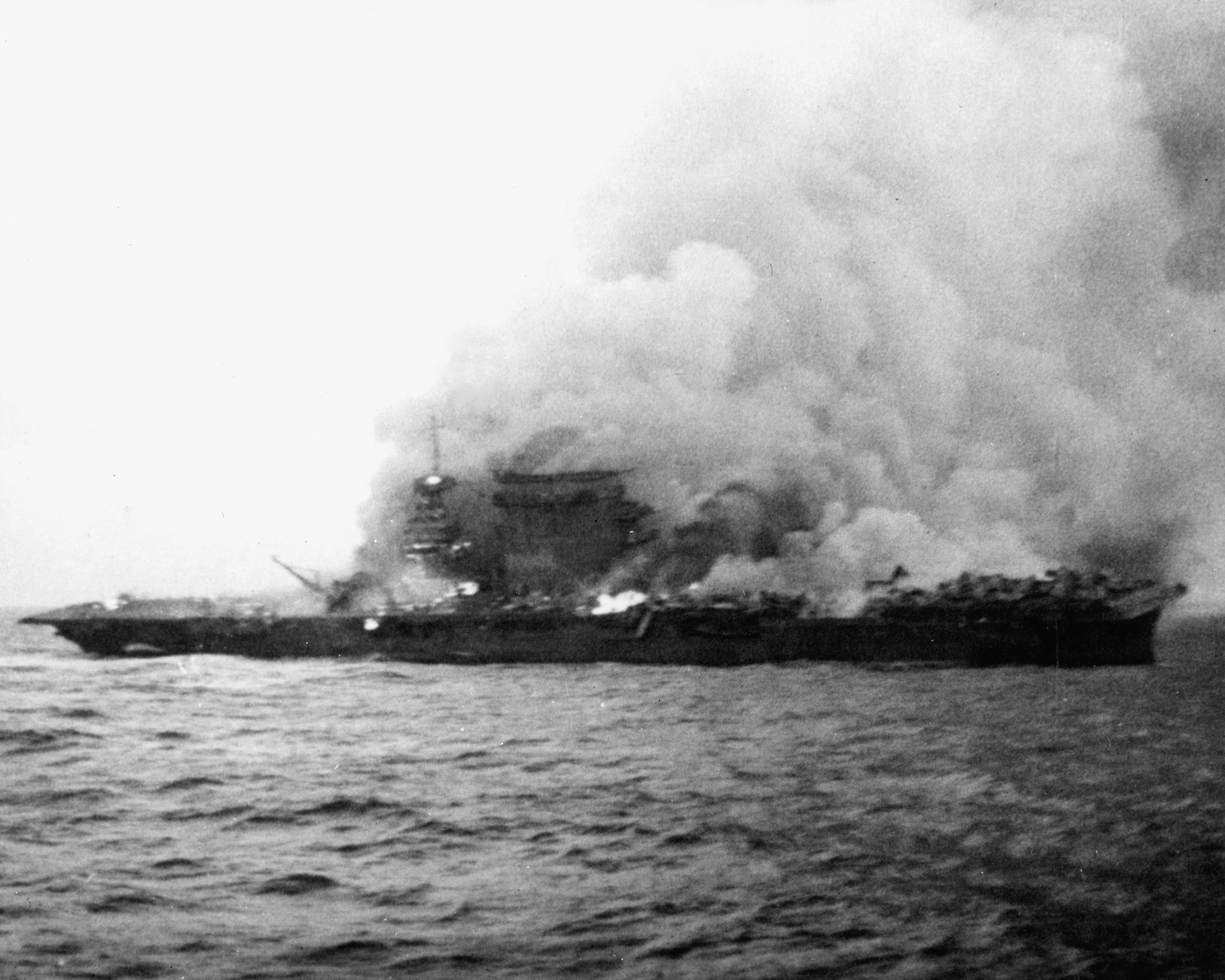
El Lexington cremant fatalment poc abans de la seva explosió abandonat per la seva tripulació moment abans. 8 de maig de 1942, acabades les hostilitats al mar del Corall

La batalla materialment i tàcticament va ser una victòria japonesa: van enfonsar vaixells de més valor i van abatre avions tècnicament més potents. La pèrdua del Portaavions Shōhō, l'únic vaixell important que van destruir els nord-americans, quedava clarament compensada per l'enfonsament del portaavions pesat Lexington, del destructor Sims i del petrolier Neosho. Però estratègicament va ser una victòria estatunidenca. Havien aconseguit parar la contínua successió de captures japoneses, apujant la moral, també van tallar la invasió de Port Moresby i d'altres posicions que eren el vertader objectiu de l'atac japonès.
Posteriorment es veuria que aquesta batalla va marcar un abans i un després en ser la primera de les batalles entre portaavions que es veuria al Pacífic. Les pèrdues que van sofrir els japonesos al mar del Corall van ser fatals i després de la Batalla del mar del Corall van ser frenats pels aliats en les batalles de Midway, Nova Guinea i Guadalcanal sent el punt d'inflexió definitiu a la Guerra del Pacífic.